# Segurança nacional

Parte preambular da National Security Act of 1947, uma legislação de Segurança Nacional vigorante nos Estados Unidos.

A segurança nacional é uma atribuição fundamental do Estado moderno e sua prerrogativa exclusiva. O conceito é inerente à noção de Estado nacional desde a sua origem, no século XVII . Consiste em assegurar, em todos os lugares, a todo momento e em todas as circunstâncias, a integridade do território, a proteção da população e a preservação dos interesses nacionais contra todo tipo de ameaça e agressão externa ou interna.
Desde a assinatura do Tratado de Westfália, em 1648, ao Estado é atribuído o monopólio do uso da força assim como o estabelecimento e manutenção da ordem e paz social.
Para o exercício dessa função o Estado pode lançar mão do seu poder econômico, militar e político, bem como do exercício da diplomacia, estabelecendo alianças, tratados e acordos internacionais.
Além do exercício da diplomacia e da manutenção de um efetivo de forças armadas, a garantia da segurança nacional geralmente requer:
- implementação da defesa civil e medidas preventivas de situações de emergência definidas em lei;
- promoção da resiliência ou da redundância de elementos críticos da infraestrutura existentes no território;
- uso de serviços de inteligência e contra-inteligência para detetar, prevenir ou evitar espionagem ou atentados e para proteger informações confidenciais.

A segurança do espaço cibernético, que é um dos campos da segurança da informação, também passou a ser considerada como aspecto central na política de segurança dos países, uma vez que estes passaram a vivenciar um aumento de ataques virtuais organizados a infraestruturas físicas, tais como de energia e transporte, além da possibilidade de roubo de informações de cidadãos e projetos governamentais.

## Dimensões da segurança nacional
As causas potenciais de insegurança nacional incluem ações de outros estados (por exemplo, ataque militar ou cibernético), atores não estatais violentos (por exemplo, ataque terrorista), grupos criminosos organizados, como cartéis de narcóticos, e também os efeitos de desastres naturais (por exemplo, inundações, terremotos) .:v, 1–8:3 Os impulsionadores sistêmicos da insegurança, que podem ser transnacionais, incluem mudança climática, desigualdade econômica e marginalização, exclusão política e militarização.
Em vista da ampla gama de riscos, a segurança de um estado-nação tem várias dimensões, incluindo segurança econômica, segurança energética, segurança física, segurança ambiental, segurança alimentar, segurança de fronteira e segurança cibernética. Essas dimensões estão intimamente relacionadas aos elementos do poder nacional.
Cada vez mais, os governos organizam suas políticas de segurança em uma estratégia de segurança nacional (NSS); a partir de 2017, Espanha, Suécia, Reino Unido e Estados Unidos estão entre os estados que o fizeram. Alguns estados também nomeiam um Conselho de Segurança Nacional e / ou um Conselheiro de Segurança Nacional, que é uma agência governamental executiva, que alimenta o chefe de estado em tópicos relativos à segurança nacional e interesse estratégico. O conselho de segurança nacional / consultor estratégias de longo prazo, planos de segurança nacional de contingência de curto prazo. A Índia mantém um desses sistemas em vigor, que foi estabelecido em 19 de novembro de 1998.
Embora os estados difiram em sua abordagem, com alguns começando a priorizar a ação não militar para lidar com os fatores sistêmicos de insegurança, várias formas de poder coercitivo predominam, particularmente as capacidades militares. O escopo dessas capacidades foi desenvolvido. Tradicionalmente, as capacidades militares eram principalmente baseadas em terra ou no mar e, em países menores, ainda são. Em outros lugares, os domínios da guerra em potencial agora incluem o ar, o espaço, o ciberespaço e as operações psicológicas. As capacidades militares destinadas a esses domínios podem ser utilizadas para a segurança nacional ou igualmente para fins ofensivos, por exemplo, para conquistar e anexar territórios e recursos.